# Euphorbia arbuscula
Euphorbia arbuscula ist eine Pflanzenart aus der Gattung Wolfsmilch (Euphorbia) in der Familie der Wolfsmilchgewächse (Euphorbiaceae).

## Beschreibung
Die sukkulente Euphorbia arbuscula bildet Bäume bis 6 Meter Höhe aus. An den zylindrischen und graugrünen Trieben befinden sich kurzlebige, schuppenartige Blätter.
Es werden sitzende Cymen gebildet, die sehr dicht beieinander an den Triebenden stehen. Die bis etwa 3 Millimeter großen Cyathien sind mit Haaren besetzt. Die Nektardrüsen sind länglich geformt und die tief gelappten Früchte werden etwa 7,5 Millimeter breit und 8 Millimeter lang. Sie stehen an einem 8 Millimeter langen und zurückgebogenem Stiel. Der kugelförmige und glatte Samen wird etwa 6 Millimeter groß und besitzt ein Anhängsel.

## Verbreitung und Systematik
Euphorbia arbuscula ist im Jemen auf der Inselgruppe Sokotra verbreitet. Die Art steht auf der Roten Liste der IUCN und gilt als potenziell gefährdet (Near Threatened).
Die Erstbeschreibung der Art erfolgte 1888 durch Isaac Bayley Balfour. Ein Synonym ist Tirucallia arbuscula (Balf.f.) P.V.Heath (1996).
Es werden folgende Varietäten unterschieden:
- Euphorbia arbuscula var. arbuscula
- Euphorbia arbuscula var. montana Balf.f.; bildet im Unterschied zur Stammart nur Sträucher bis 2 Meter Höhe aus, bei denen die Triebe dicker und kürzer sind; die Frucht steht an einem 6 Millimeter langen Stiel, ist kleiner und wird nur 5 Millimeter breit und 6 Millimeter lang